# PilotWings 64
Pilotwings 64 is een videogame gemaakt voor de Nintendo 64. Shigeru Miyamoto was betrokken bij de productie. Spelers kunnen tijdens missies gebruikmaken van een deltavlieger, gyrocopter of jetpack. Daarnaast zijn in het spel enkele mini-games te verdienen zoals parachutespringen en kanonschieten.
PilotWings  · PilotWings 64 · Wing Island (Hudson Soft) · PilotWings Resort